# Donald Creighton
Donald Grant Creighton (Toronto, Ontario, 15 de julio de 1902 - Brooklin, Ontario, 19 de diciembre de 1979) fue un historiador y educador canadiense. Estudió en el Victoria College de la Universidad de Toronto y en el Balliol College de la Universidad de Oxford. Desarrolló toda su carrera profesional en el departamento de historia de la Universidad de Toronto (encargado de curso en 1927, profesor en 1945, director de 1954 a 1959 y profesor emérito en 1971).
La publicación de su libro The Commercial Empire of the St. Lawrence le convirtió en uno de los historiadores más conocidos. Su tesis era que el río San Lorenzo fue la base de un sistema económico y político transcontinental. También publicó los dos volúmenes de la biografía de John A. Macdonald, lo que le hizo ganar en dos ocasiones el premio del Gobernador General de Canadá (1952 y 1955). Era federalista, y denunciaba los peligros del continentalismo y el regionalismo.
Le fue concedida la Orden de Canadá en 1967.

## Obras
- The Commercial Empire of the St. Lawrence, 1760-1850, 1937.
- Dominion of the North: A History of Canada, 1944.
- John A. Macdonald, 2 volumes, 1952-1955.
- Harold Adams Inis: Portrait of a Scholar, 1957.
- The Road to Confederation: The Emergence of Canada, 1863-1867, 1964.
- "Myth of Biculturalism or the Great French Canadian Sales Campaign" pages 35-40 from Saturday Night , September 1966.
- Confederation : Essays, 1967
- Canada's First Century, 1867-1967, 1970.
- The Story of Canada, 1971.
- Towards the Discovery of Canada: Selected Essays, 1972.
- Canada, the Heroic Beginnings, 1974
- The Forked Road: Canada, 1939-57, 1976.
- The Passionate Observer: Selected Writings, 1980.